# والتر إيرلي كرايغ
والتر إيرلي كرايغ (بالإنجليزية: Walter Early Craig)‏ هو قاضي ومحامي أمريكي، ولد في 26 مايو 1909 في أوكلاند في الولايات المتحدة، وتوفي في 29 يونيو 1986.